# Мати (Торино)
Мати (итал. Mathi) је насеље у Италији у округу Торино, региону Пијемонт.
Према процени из 2011. у насељу је живело 3653 становника. Насеље се налази на надморској висини од 406 м.

## Становништво
Према резултатима пописа становништва 2011. у општини је живело 3.985 становника.
| 1936. | 1951. | 1961. | 1971. | 1981. | 1991. | 2001. | 2011. |
| ----- | ----- | ----- | ----- | ----- | ----- | ----- | ----- |
| 2.598 | 2.957 | 3.243 | 4.138 | 4.165 | 4.090 | 3.970 | 3.985 |